# Manuel Goded
Manuel Goded Llopis (San Juan de Puerto Rico, 15 de octubre de 1882-Barcelona, 12 de agosto de 1936) fue un militar español que participó en la guerra del Rif y al comienzo de la guerra civil española.

## Biografía

### Carrera militar
Nació el 15 de octubre de 1882, en San Juan de Puerto Rico, en el seno de una familia de tradición militar y de origen catalán. Su padre era un comandante de artillería. En el momento en que Goded nació, Puerto Rico todavía era territorio español; tras la guerra hispano-estadounidense la familia de Goded retornó a la España peninsular. 
Goded empezó su carrera militar a los catorce años, ingresando en la Academia de Infantería de Toledo en 1896. En 1905 llegó a ser capitán del Estado Mayor. Como muchos militares de la época, ascendió por mérito de guerra gracias a la guerra de Marruecos; en 1924 ascendió a coronel, y dos años después fue ascendido al rango de general de brigada. Participó en el desembarco de Alhucemas y fue jefe del Estado Mayor del general Sanjurjo. Ascendería a general de división en 1927.
Aunque inicialmente apoyó el régimen del general Primo de Rivera, posteriormente participó en intrigas contra él. En 1930 ejerció en varias ocasiones, de forma interina, las funciones de ministro del Ejército —en sustitución del general Dámaso Berenguer—.

### Segunda República

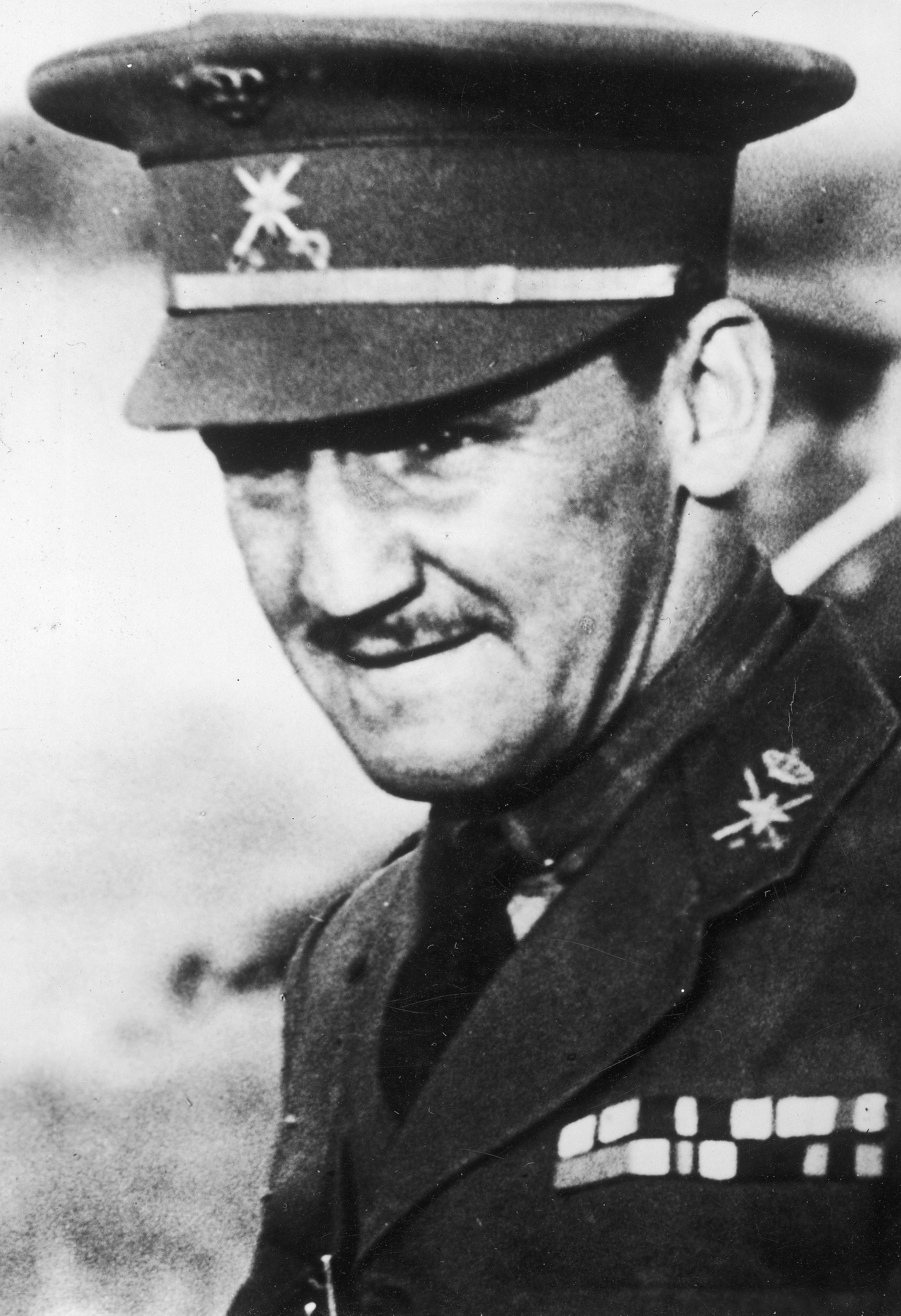
El general Goded hacia 1930

Cuando llegó la República, Goded fue nombrado jefe del Estado Mayor Central del Ejército. Implicado en el Incidente de Carabanchel, en junio de 1932, fue cesado de su cargo.  Participó en la Sanjurjada del 10 de agosto de 1932, por lo que fue de nuevo retirado de la actividad militar por parte del gobierno. No obstante poco después fue amnistiado por el gobierno de Alejandro Lerroux y regresó a filas.
En octubre de 1934 colaboró con Franco por orden del gobierno republicano en la represión de la revuelta de Asturias, tras lo que el gobierno radical-cedista le nombró director general de Aeronáutica y jefe de la III Inspección del ejército. En 1935 ingresó en la organización clandestina Unión Militar Española, formando parte de su Junta Central desde donde retomó contactos con los restantes generales implicados en el golpe de 1932. A principios de 1936, con el Frente Popular en el poder, su falta de sintonía con el nuevo gobierno motivó que fuera alejado de Madrid, siendo enviado como comandante general a Baleares, en la confianza de que esta jefatura (alejada de los grandes centros de poder y con pocas tropas a su mando) le impediría realizar alguna revuelta exitosa contra el gobierno.
Implicado en la conspiración militar que dio lugar a la Guerra civil, Goded fue designado para hacerse cargo de la jefatura de la rebelión en Barcelona.

### Guerra civil española

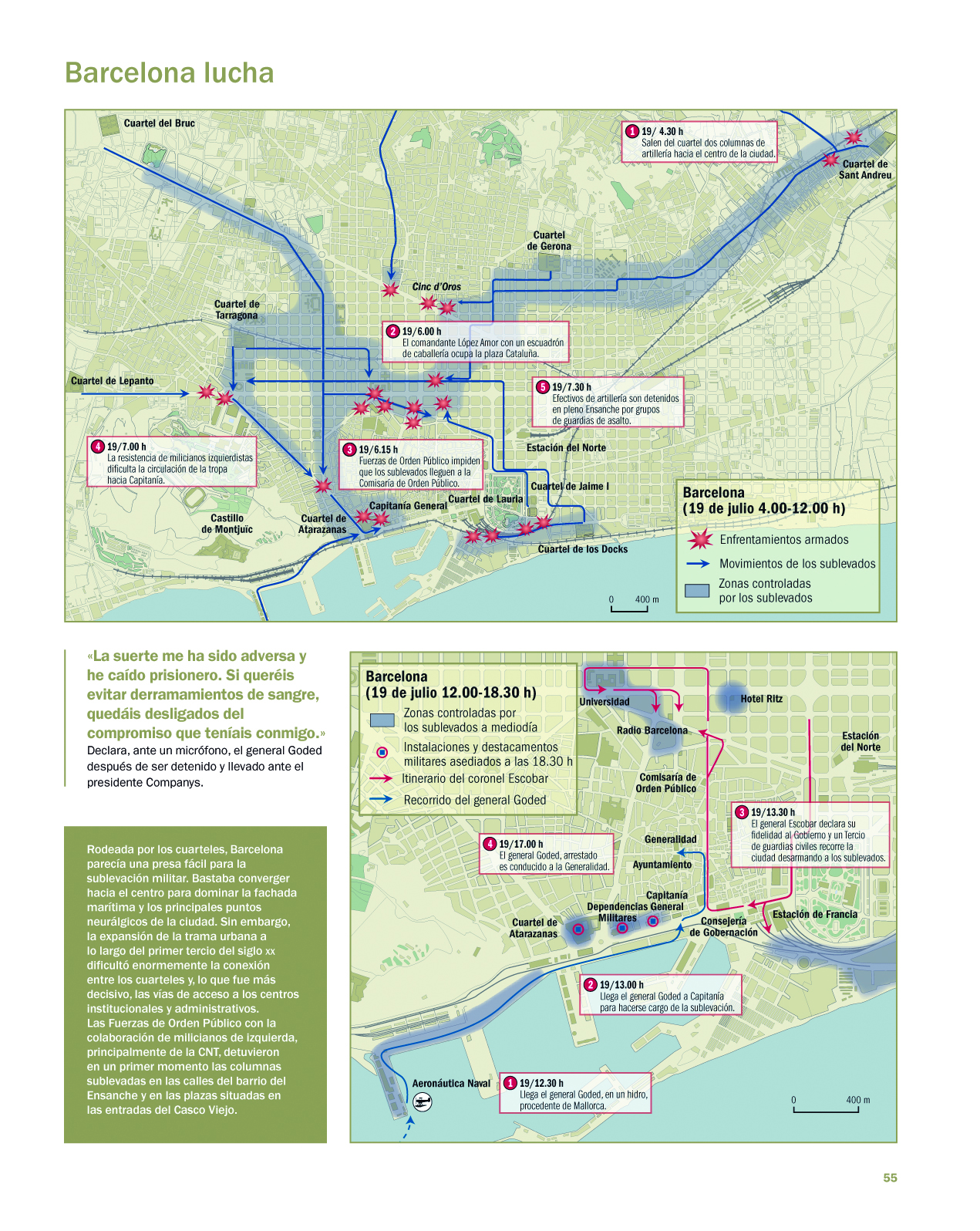
Mapa de los combates en Barcelona el 19 de julio de 1936, incluyendo el itinerario de Goded.

La mañana del 19 de julio de 1936, tras haberse producido la sublevación de algunas guarniciones militares, Goded declaró el estado de guerra y sublevó el archipiélago. En poco tiempo logró hacerse con el control de las islas de Mallorca e Ibiza, sin mucha dificultad. Tal y como se había acordado, Goded marchó hacia Barcelona en un hidroavión —escoltado a su vez por una escuadrilla de hidroaviones— para dirigir la sublevación militar de Barcelona. Tras llegar a Barcelona, Goded logró destituir y arrestar al general Francisco Llano de la Encomienda, comandante de la IV División Orgánica, pero fracasó en su intento de tomar el control de la ciudad. Ante la situación de bloqueo, y tras los duros combates que tuvieron lugar, Goded acordó rendirse. Sería arrestado por las autoridades republicanas en la tarde del mismo 19 de julio, siendo obligado a confesar por radio el fracaso del levantamiento y su rendición:

La suerte me ha sido adversa y he caído prisionero; si queréis evitar que continúe el derramamiento de sangre, quedáis desligados del compromiso que teníais conmigo.

Su voz se oyó en toda España y dio ánimos a los partidarios de la República en el resto del país.
Poco después fue llevado al barco-prisión Uruguay junto a otros rebeldes capturados, donde quedó encarcelado. El 11 de agosto de 1936, acusado de traición, fue juzgado por un consejo de guerra y condenado a muerte. Al día siguiente, 12 de agosto, Manuel Goded fue fusilado junto a otros militares (como Álvaro Fernández Burriel) en los fosos del castillo de Montjuic.